# Banco D. João de Castro
El Banco D. João de Castro es un gran volcán submarino en las Azores en el centro del océano Atlántico. El volcán queda a medio camino entre las islas de Terceira y São Miguel, en coordenadas 38°08′N 26°23′O / 38.14, -26.38. Se alza dentro de catorce metros de la superficie del agua. El volcán tiene un gran campo de fumarola y permanece sísmicamente activo.
Entró en erupción por última vez en diciembre de 1720, formando una isla de 1,5 km en longitud y alrededor de 250 metros de altitud. Permaneció por encima del nivel del mar sólo durante dos años, antes de que la rápida erosión redujo su altura. 
Dos cráteres parásitos, ambos de alrededor de 90 x 45 m (300 x 150 ft) de ancho, se ubican en el flanco noroeste. El cráter más joven muestra un suelo formado por un lago de lava congelado con fracturas de superficie poligonales, mientras que el más antiguo, un cráter menos distintivo, está obscurecido por depósitos de tefra. 